# Evolution (wrestling)
The Evolution este cea mai mare echipă de wrestling din istorie.

## Membri
- Ric Flair
- Triple H
- Dave Batista
- Randy Orton

## Denumire
Numele de The Evolution a fost dat de Ric Flair,de la ceasul său.

## Istorie

### Formare (2002-2003)

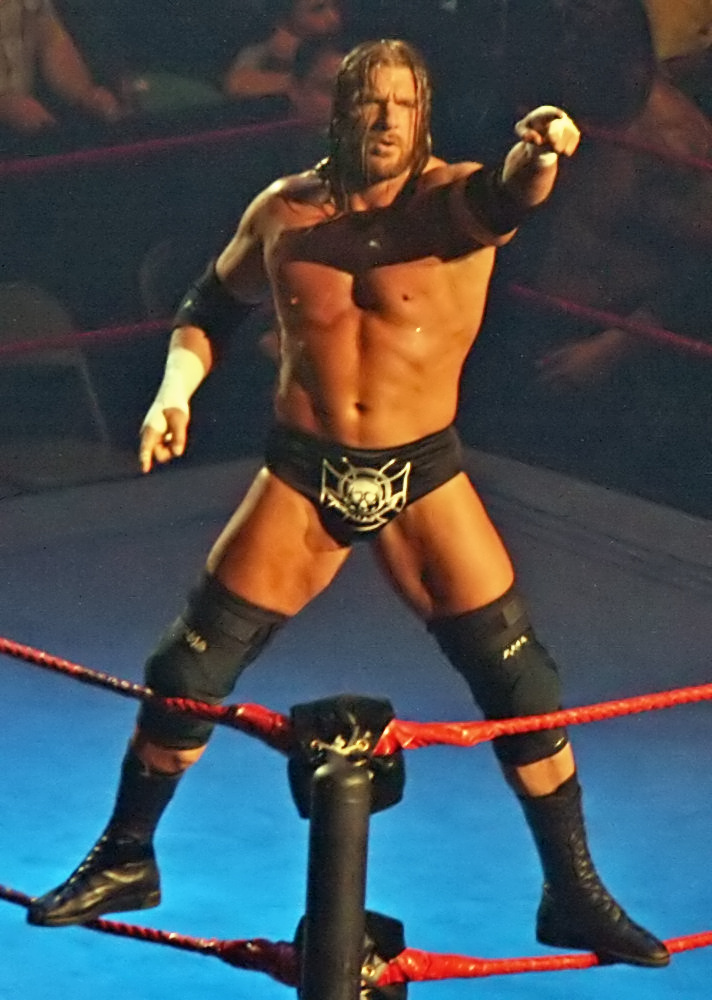
Triple H, liderul lui Evolution

La Unforgiven, în 2002, Triple H a apărat Campionatul mondial greu împotriva lui Rob Van Dam. În timpul meciului, Ric Flair a coborât în ring și la lovit pe Van Dam cu un baros, permițândui lui Triple H să obțină victoria. Din acel moment, Flair l-a însoțit pe Triple H în ring ca manager. La puțin timp după aceea, Batista sa mutat din SmackDown! la Raw și Flair, de asemenea, au început să-l însoțească în ring, continuând să îl însoțească pe Triple H. La 20 ianuarie 2003, Randy Orton sa alăturat lui Triple H, Flair și Batista în atacul lui Scott Steiner pentru a finaliza grupul. Două săptămâni mai târziu, grupul și-a luat numele când Triple H, după ce grupul l-a atacat pe Tommy Dreamer, a vorbit despre modul în care cei patru bărbați au fost exemple de evoluție a wrestlingului profesionist din trecut (Flair) până în prezent (el însuși) și până în viitor (Batista și Orton). La Raw pe 26 mai, Orton i-a atacat atât pe Shawn Michaels, cât și Kevin Nash după un meci de handicap 2 contra 1 cu Michaels și Flair (care a pornit în cele din urmă Michaels în timpul meciului) pe Triple H. Batista a fost absent aproape opt luni, pentru că își reîncepe tricepsul în timp ce reabilita leziunea.

### Dominanța (2003-2005)

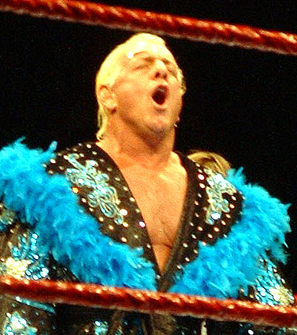
Ric Flair, mentorul grupări

În 2003, la Bad Blood, Flair a reușit să-l învingă pe Shawn Michaels după ce Orton la lovit pe Michaels cu un scaun. Mai târziu în acea noapte, Triple H și-a păstrat Campionatul mondial greu într-un meci Hell in a Cell împotriva lui Kevin Nash. La Unforgiven, Orton (care a început să dezvolte un gimmick "Ucigașul de legende") l-a învins pe Michaels pentru a dovedi că era într-adevăr un ucigaș de legende. Mai târziu în acea noapte, Triple H avea să apere Campionatul mondial al greilor împotriva lui Goldberg, cu care a pierdut titlul. La episodul de Raw din 29 septembrie, Triple H a acordat o recompensă de 100.000 de dolari oricărei persoane care ar putea scoate Goldberg. Trei săptămâni mai târziu, Batista și-a făcut revenirea în timpul unui meci între Goldberg și Michaels și a atacat campionul, terminând calcândul pe Goldberg pe gleznă cu un scaun în ia, pentru a reclama recompensa. La Survivor, Orton a participat la meciul echipei Team Bischoff vs. Team Austin, în care Orton a fost singurul supraviețuitor. Mai târziu în acea seară, Goldberg sa confruntat cu Triple H într-un rematch de la Unforgiven pentru Campionatul Mondial la categoria grea pe care Goldberg la câștigat, în ciuda intervenției repetate a lui Flair, Orton și Batista. La înălțimea puterii Evoluției, grupul a controlat toate campionatele masculine ale Raw după Armageddon. Batista a făcut echipă cu Flair pentru a câștiga Campionatul Mondial pe echipe de la Dudley Boyz (Bubba Ray Dudley si D-Von Dudley) intr-un meci Tag Team Turmoil, Orton a captat Campionatul Intercontinental de la Rob Van Dam, și Triple H a recâștigat Campionatul mondial al greilor de la Goldberg (într-un meci Triple Threat în care a fost implicat și Kane), cu ajutorul celorlalți membri. În iunie 2003, Evolution a decis să încerce să îl recruteze pe Kane. După încercări nereușite, Triple H s-a confruntat cu Kane într-un meci cu stipulația titlu vs mască. După ce l-a învins pe Kane, a fost demascat în fața tuturor.
În ianuarie 2004 la Royal Rumble, Flair și Batista au apărat cu succes Campionatul Mondial pe echipe împotriva lui Dudley Boyz într-un meci Tables, iar campionul mondial Heavyweight Triple H a luptat cu Shawn Michaels terminând egal într-un meci Last Man Standing, păstrând astfel campionatul. La WrestleMania XX, Evolution ia-u învins pe Rock 'n' Sock Connection (The Rock și Mick Foley) într-un meci handicap 3 contra 2. Mai târziu în acea seară, Triple H a pierdut Campionatul Mondial al greilor cu Chris Benoit (într-un meci de amenințare triplă care a implicat și Shawn Michaels), atunci când a terminat pe Crippler Crossface. La Backlash, Flair a pierdut de la Shelton Benjamin. Mai târziu în acea noapte, Orton a apărat cu succes Campionatul Intercontinental împotriva lui Cactus Jack (Mick Foley) într-un meci Hardcore, în timp ce Chris Benoit a reținut Campionatul mondial al greilor într-un meci de amenințare triplă împotriva lui Triple H și Shawn Michaels, după ce la făcut pe Michaels să cedeze cu un Sharpshooter. Triple H și Shawn Michaels și-au continuat feudul la Bad Blood într-un meci iadul în cușcă, câștigat de Triple H și, astfel, încheindu-și rivalitatea.

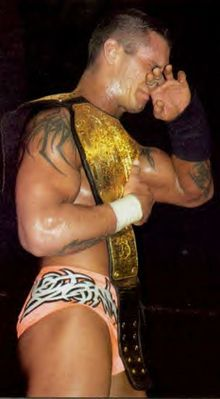
Randy Orton după ce a câștigat World Heavyweight Championship la SummerSlam în August 2004

Triple H a primit o ultima șansă la Campionatul mondial al greilor, la episodul de Raw din 26 iulie 2004 într-un meci Iron Man. Mai devreme în acea noapte, Orton a câștigat un battle royal pentru a deveni candidatul numărul unu la campionatul mondial al greilor, astfel că un meci de titlu între Triple H și Orton ar fi putut avea loc la SummerSlam. Cu toate acestea, Eugene a intervenit în meciul Iron Man și l-a ajutat pe Benoit să preia conducerea și să-și păstreze titlul în ultimele secunde. Ca rezultat, evenimentul principal al SummerSlam a fost un meci de titlu între Benoit și Orton. La SummerSlam, Orton l-a învins pe Benoit pentru a deveni noul campion mondial și cel mai tânăr campion mondial în istoria WWE până în prezent. La episodul de Raw din 16 august 2004, Orton a fost dat afară din Evolution după o apărare reușită a titlului împotriva lui Chris Benoit. Batista îl aruncă pe Orton de pe umerii săi în ceea ce părea a fi o sărbătoare, dar urmând degetele lui Triple H, grupul l-a atacat pe Orton. Săptămâna următoare la Raw, Triple H a cerut ca Randy Orton "să ia decizia corectă" și să-i dea centura mondială. În schimb ar uita că Orton a existat vreodată. Orton a refuzat și apoi l-a scuipat în fața pe Triple H. Ulterior, Triple H era nervos în backstage și ia cerut lui Eric Bischoff să rezolve acest lucru. Bischoff a spus că va promite lui Triple H un meci împotriva lui Orton la Unforgiven pentru campionatul mondial.
La Unforgiven, Triple H l-a bătut pe Orton pentru a-și recâștiga Campionatul mondial, cu ajutorul lui Flair, Batista și Jonathan Coachman. Feudul lui Orton cu Evolution a continuat până în la Survivor Series, unde Triple H, Batista, Gene Snitsky și Edge au fost înfrânți de Orton, Maven, Chris Jericho și Chris Benoit într-un meci pentru controlul Raw în luna următoare.
La episodul de Raw din 6 decembrie, Campionatul mondia a fost eliberat atunci când meciul între Triple H, Edge și Benoit a încheiat în dublu pin, iar titlul urma să fie stabilit într-un meci al Camerei de eliminare la New Year's Revolution la începutul anului 2005.

### Despărțire (2005)

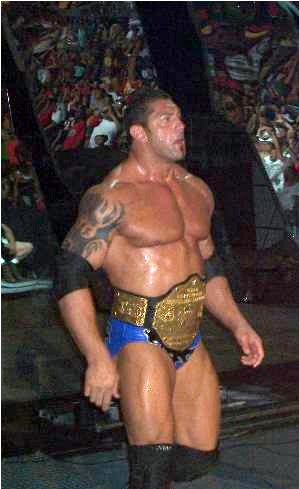
Batista during his first reign as World Heavyweight Champion

În meciul camera eliminări de la New Year's Revolution, Batista, Orton și Triple H au fost ultimele trei rămași în meci. Orton l-a eliminat pe Batista cu un RKO și Triple H pe Orton cu ajutorul lui Batista pentru a câștiga titlul. Noaptea următoare la Raw, Orton a câștigat un meci pentru a deveni candidatul numărul unu la titlu la Royal Rumble. Triple H i-a sugerat lui Batista să nu intre în meciul Royal Rumble, dorind ca grupul să se concentreze asupra lui Triple H, păstrând titlul. Batista a refuzat, a intrat în Rumble cu numărul 28 și a câștigat. Ca parte a povestii meciului, Orton a fost învins de Triple H păstrând titlul, finalizându-și în cele din urmă rivalitatea.
Triple H a încercat să-l convingă pe Batista să îi convingă pe campionul WWE John "Bradshaw" Layfield și John Cena din SmackDown! mai degrabă decât pentru Campionatul mondial. Acest lucru a implicat pe Triple H  dispută între JBL și Batista, demonstrând ca JBL îl maltrata pe Batista într-un interviu și să pună un atac asupra lui Batista cu o limuzină concepută să arate ca a lui Layfield. Schema a fost nereușită și, la ceremonia de semnare a contractului de marcă, Batista a ales să rămână la Raw, aruncândul pe Triple H printr-o masă și astfel renunțând la fracțiune. Batista la învins pe Triple H pentru campionatul mondial la WrestleMania 21, apoi și-a păstrat titlul în rematch-uri la Backlash, și Vengeance într-un meci Hell in a Cell. Triple H și Batista au făcut apoi pace în backstage și a-u încheiat rivalitatea. Batista a fost trimis la Smackdown ca ultima alegere din Draftul din iunie 2005 terminând persecuția lui Triple H pentru campionatul mondial.
După Vengeance, Triple H a luat o pauză, Flair a devenit face înainte de a câștiga Campionatul Intercontinental, iar grupul a fost dizolvat. Triple H a revenit la episodul "WWE Homecoming" de la Raw pe 3 octombrie, când a făcut echipa cu Flair într-un meci pe echipe cu Carlito și Chris Masters. După ce a câștigat acel meci, Triple H la trădat pe Flair și la atacat cu un ciocan, marcând sfârșitul final al Evolution. În timpul despărțiri, toți membrii sau confruntat unul cu celălalt cel puțin o dată. Ric Flair va continua apoi să-l învingă pe Triple H într-un meci Steel Cage pentru campionatul Intercontinental la Taboo Tuesday. Triple H a învins apoi pe Flair într-un meci Last man Standing la Survivor Series.